# 佩恩山 (瑪麗伯德地)
86°46′S 147°32′W / 86.767°S 147.533°W
佩恩山（英語：Mount Paine）是南極洲的山峰，位於瑪麗伯德地，屬於拉戈斯山脈的一部分，海拔高度3,330米，在1934年12月由美國探險隊發現，現時由南極條約體系管理。